# Kenney, Illinois
Kenney là một làng thuộc quận DeWitt, tiểu bang Illinois, Hoa Kỳ. Năm 2010, dân số của làng này là 326 người.

## Dân số
Dân số qua các năm:
- Năm 2000: 374 người.
- Năm 2010: 326 người.